# Dominio di primo livello generico
Un dominio di primo livello generico (in inglese generic top-level domain, generalmente abbreviato gTLD) è un tipo di dominio di primo livello. Tali domini sono stati definiti nel 1994 da Jon Postel nella RFC 1591 per differenziarli dai domini nazionali di sole due lettere,  come da standard ISO 3166. Originariamente i domini di questo tipo erano .edu, .com, .net, .org, .gov, .mil e .int. Il dominio .arpa viene considerato generico nonostante sia l'unico ufficialmente designato come infrastrutturale.
Nel 2012 ICANN ha avviato un programma per aumentare il numero di domini di primo livello generico, portandoli da 22 a 1241.

## Storia
La catalogazione originaria dei domini di primo livello avvenne nel 1996 a opera di Jon Postel, che differenziò i domini nazionali da quelli controllati dal governo degli Stati Uniti (.gov e .mil, escludendo .edu), quelli infrastrutturali (.arpa) e quelli internazionali (.com, .org e .net).
A seguito del proposito dello stesso Postel di aumentare il numero di domini internazionali, nacque nel 1996 l'International Ad Hoc Committee o IAHC (in seguito gTLD-MoU) che propose la creazione di sette nuovi gTLD: .arts, .firm, .info, .nom, .rec, .store e .web.
Nonostante la breve vita dell'IAHC, il dipartimento americano del commercio promosse la fondazione di un organismo unificato per la gestione dei nomi a dominio, l'Internet Corporation for Assigned Names and Numbers o ICANN, che vide la luce nel 1998.
Nel 2000 ICANN approvò la creazione dei domini generici .aero, .biz, .coop, .info, .museum, .name e .pro; quattro anni più tardi discusse e in parte introdusse altri domini quali .asia, .cat, .jobs, .mail, .mobi, .post, .tel, .travel e .xxx.
Nel gennaio 2012 ICANN ha lanciato un nuovo programma di liberalizzazione dei domini di primo livello generici, ricevendo 1930 richieste.